# 3-nitrooxypropanol
3-nitrooxypropanol (3-NOP) er et organisk kemisk stof som bruges som tilsætningsstof i foderet til køer med det formål at reducere køernes udledning af metan. Stoffet blev i april 2022 godkendt af Europa-Kommissionen som fodertilsætningsstof til malkekøer og avlskøer i EU. 3-nitrooxypropanol forhandles under handelsnavnet Bovaer af det hollandske multinationale firma DSM-Firmenich (dannet ved fusion i 2023 mellem DSM N.V. og schweiziske Firmenich).
Aarhus Universitet har konkluderet at 3-nitrooxypropanol nedsætter metanudledningen fra malkekøer med 27 %, når stoffet bruges efter forskrifterne i godkendelsen. Stoffet virker ved at hæmme de enzymer i køernes mave, som producerer metan.
Fra 1. januar 2025 indføres der i Danmark – som det første land i verden – et krav om at alle ikke-økologiske malkekøer skal fodres, så deres metanudledning reduceres med mindst 8 %. Landmændene kan opfylde kravet ved enten at tilsætte 3-nitrooxypropanol til foderet eller at bruge en mere fedtholdig kost.